# Ано (Новая Аквитания)
Ано́ (фр. Anhaux) — коммуна во Франции, находится в регионе Новая Аквитания. Департамент — Атлантические Пиренеи. Входит в состав кантона Монтань-Баск. Округ коммуны — Байонна.
Код INSEE коммуны — 64026.

## География

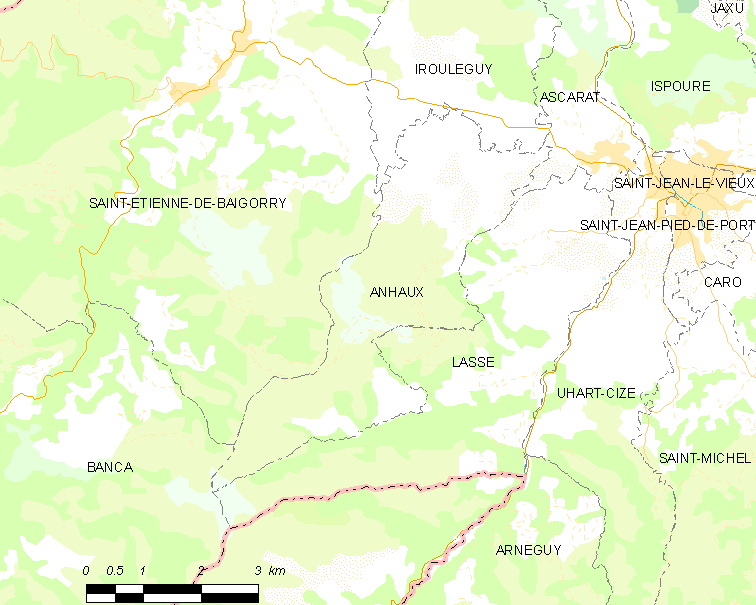
Карта коммуны

Коммуна расположена приблизительно в 700 км к юго-западу от Парижа, в 195 км южнее Бордо, в 80 км к западу от По.

### Климат
Климат тёплый океанический. Зима мягкая, средняя температура января — от +5°С до +13°С, температуры ниже −10 °C бывают редко. Снег выпадает около 15 дней в году с ноября по апрель. Максимальная температура летом порядка 20-30 °C, выше 35 °C бывает очень редко. Количество осадков высокое, порядка 1100 мм в год. Характерна безветренная погода, сильные ветры очень редки.

## Население
Население коммуны на 2010 год составляло 293 человека.
| 1962 | 1968 | 1975 | 1982 | 1990 | 1999 | 2010 |
| ---- | ---- | ---- | ---- | ---- | ---- | ---- |
| 272  | 285  | 275  | 274  | 310  | 247  | 293  |

## Администрация
| Период | Период | Фамилия       | Партия | Примечания |
| ------ | ------ | ------------- | ------ | ---------- |
| 1996   | 2014   | Жак Этчанди   |        |            |
| 2014   | 2020   | Андре Шангала |        |            |

## Экономика
В 2010 году среди 189 человек трудоспособного возраста (15—64 лет) 145 были экономически активными, 44 — неактивными (показатель активности — 76,7 %, в 1999 году было 65,1 %). Из 145 активных жителей работали 139 человек (71 мужчина и 68 женщин), безработных было 6 (3 мужчин и 3 женщины). Среди 44 неактивных 10 человек были учениками или студентами, 28 — пенсионерами, 6 были неактивными по другим причинам.

## Фотогалерея

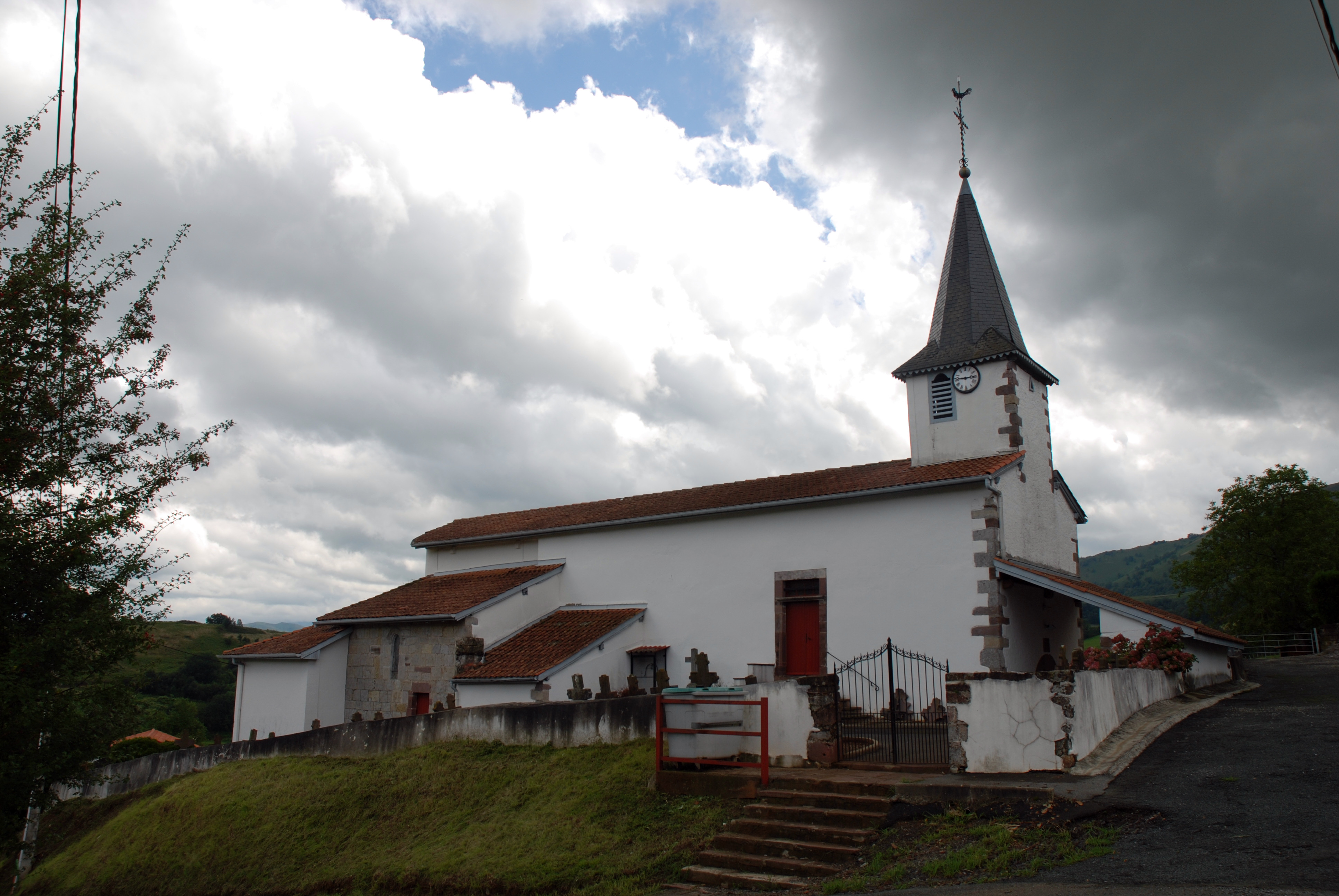
Церковь Св. Иоанна Крестителя
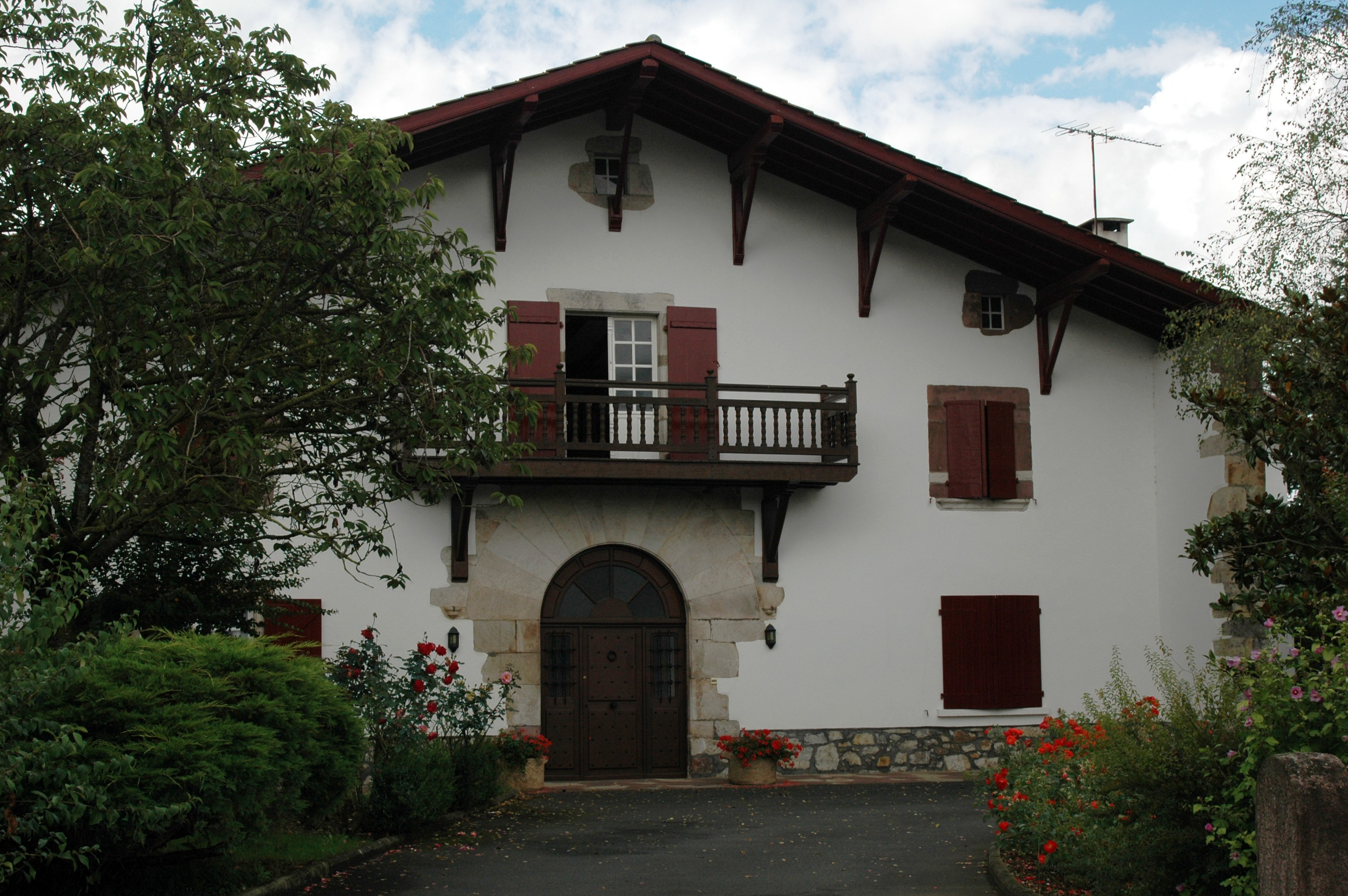
Дом
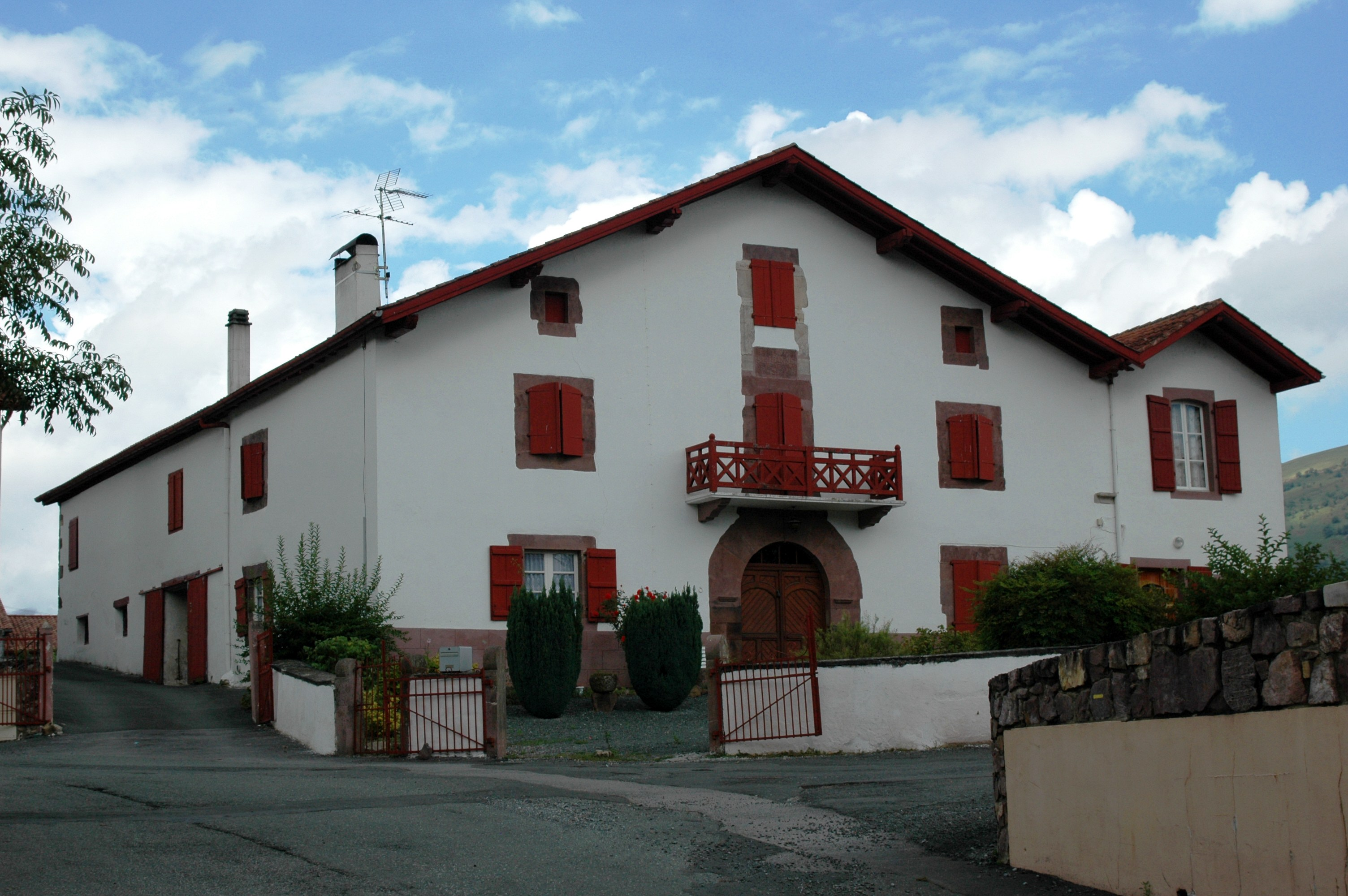
Дом
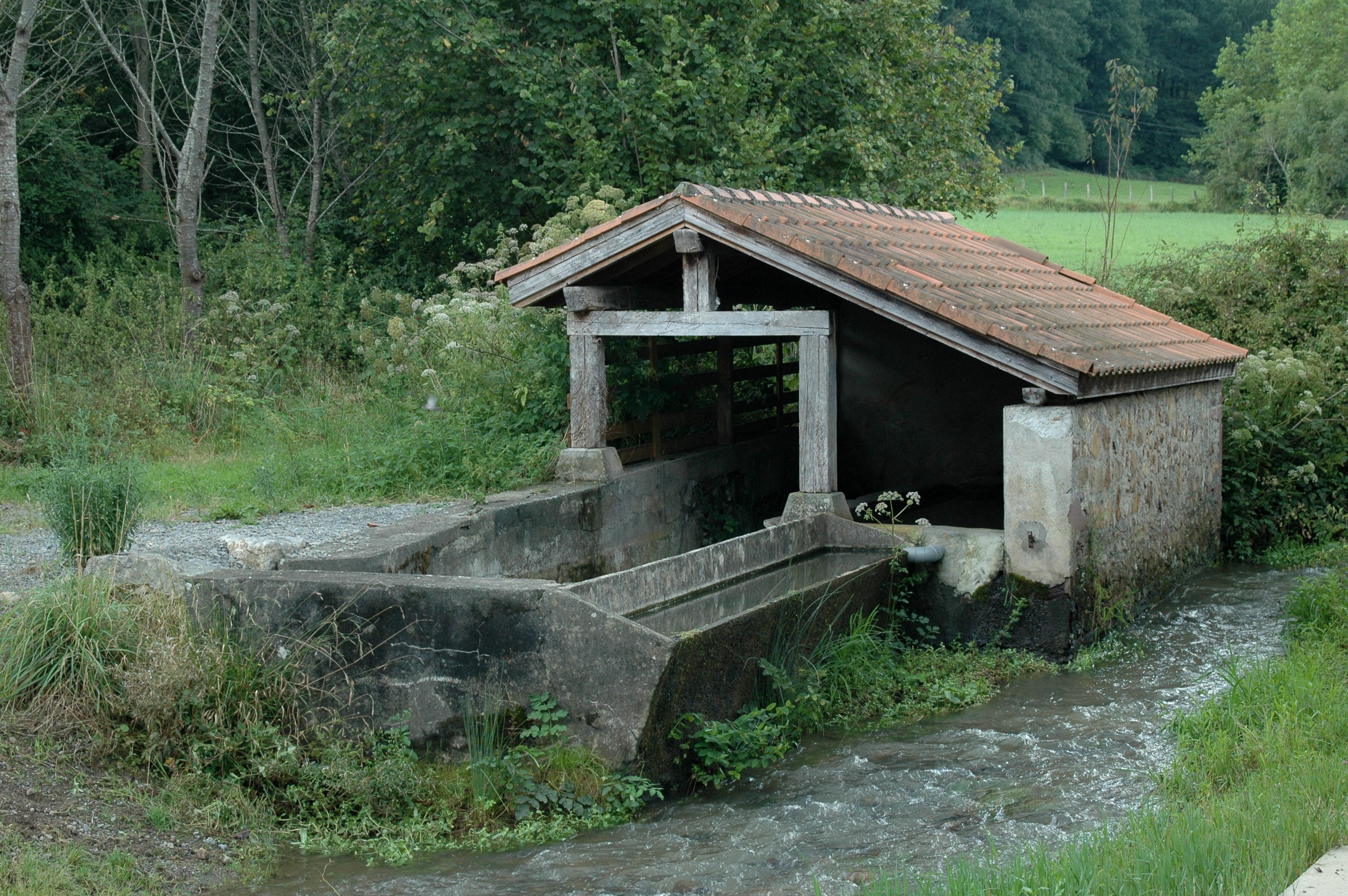
Общественная прачечная
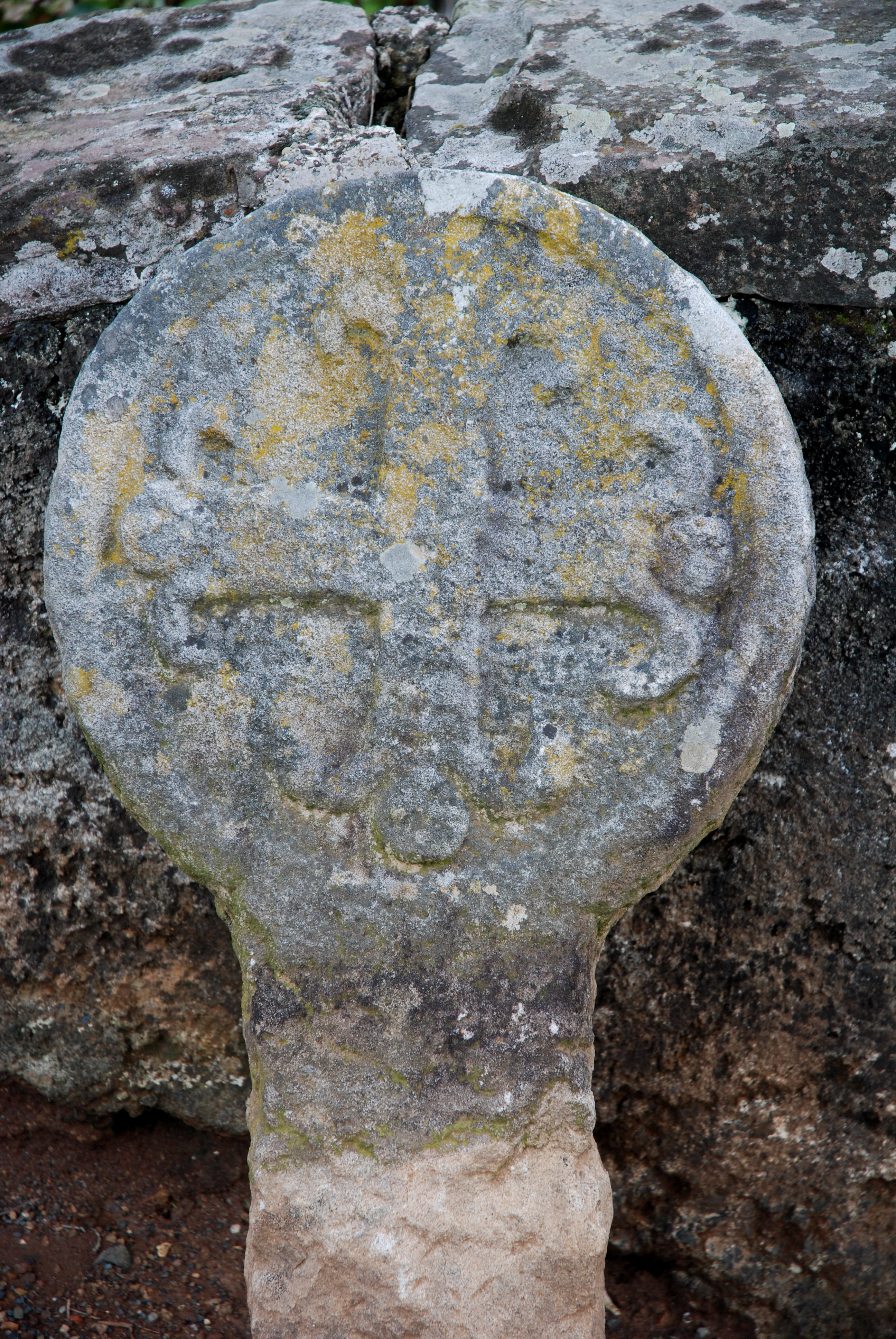
Баскская дискообразная стела